# قائمة العمليات التفجيرية خلال الحرب الأهلية السورية
هذه قائمة بالعمليات التفجيرية خلال الحرب الأهلية السورية.

## عمليات جبهة فتح الشام
|    | التاريخ    | المنفذ                                                    | المستهدف                               | الموقع         | نوع العملية                                                                                    | النتيجة |
| -- | ---------- | --------------------------------------------------------- | -------------------------------------- | -------------- | ---------------------------------------------------------------------------------------------- | --- |
| 1  | 6\1\2012   | نص مائل جبهة فتح الشام                                    | الحكومة السورية                        | دمشق           | انتحارية                                                                                       | - مقتل 26 وجرح نحو 50 من قوات حفظ النظام والمدنيين. |
| 2  | 17\3\2012  | نص مائل جبهة فتح الشام                                    | الحكومة السورية                        | دمشق           | انتحارية                                                                                       | - مقتل 27 موالياً للنظام ما بين مدني وعسكري. |
| 3  | 3\10\2012  | نص مائل جبهة فتح الشام                                    | الحكومة السورية                        | حلب            | انتحارية                                                                                       | - مقتل 48 وإصابة 90 جندياً من جنود الجيش السوري. - حدوث دمار واسع في ساحة سعد الله الجابري. |
| 4  | 3\10\2012  | نص مائل جبهة فتح الشام                                    | الحكومة السورية                        | حلب            | انتحارية                                                                                       | - مقتل 48 وإصابة 90 جندياً من جنود الجيش السوري. - حدوث دمار واسع في ساحة سعد الله الجابري. |
| 5  | 3\10\2012  | نص مائل جبهة فتح الشام                                    | الحكومة السورية                        | حلب            | انتحارية                                                                                       | - مقتل 48 وإصابة 90 جندياً من جنود الجيش السوري. - حدوث دمار واسع في ساحة سعد الله الجابري. |
| 6  | 9\10\2012  | نص مائل جبهة فتح الشام                                    | الحكومة السورية                        | ريف دمشق       | انتحارية                                                                                       | - تدمير أجزاء من مقر المخابرات الجوية. - مقتل العشرات من قوات الحكومة السورية. |
| 7  | 9\10\2012  | نص مائل جبهة فتح الشام                                    | الحكومة السورية                        | ريف دمشق       | انتحارية                                                                                       | - تدمير أجزاء من مقر المخابرات الجوية. - مقتل العشرات من قوات الحكومة السورية. |
| 8  | 19\10\2012 | نص مائل جبهة فتح الشام                                    | الحكومة السورية                        | ريف دمشق       | انتحارية                                                                                       | - مقتل 16 جندياً من جنود الجيش السوري. - نجاة منفذ العملية، إذ قام بركن السيارة وتفجيرها بعد انسحابه من الموقع. |
| 9  | 26\1\2013  | نص مائل جبهة فتح الشام                                    | الحكومة السورية                        | درعا           | انتحارية                                                                                       | - تدمير فرع الأمن العسكري في مدينة سعسع جنوب دمشق. - مفتل العشرات وإصابة المئات من مؤيدي الحكومة السورية. |
| 10 | 6\2\2013   | نص مائل جبهة فتح الشام                                    | الحكومة السورية                        | دمشق           | انتحارية                                                                                       | - مقتل أكثر من 70 جندياً من قوات الجيش السوري، حسب البيان الذي أصدرته جبهة فتح الشام. |
| 11 | 27\6\2013  | نص مائل جبهة فتح الشام                                    | الحكومة السورية                        | درعا           | انتحارية                                                                                       | - السيطرة على (حاجز البنايات) قرب الحدود الأردنية. - مقتل وإصابة عدد من جنود الجيش السوري. |
| 12 | 16\1\2014  | نص مائل جبهة فتح الشام                                    | الجيش اللبناني حزب الله                | الهرمل، لبنان  | انتحارية                                                                                       | - مقتل 3 أشخاص وجرح 26 شخصاً |
| 13 | 16\1\2014  | نص مائل جبهة فتح الشام                                    | لبنان · حزب الله                       | بيروت، لبنان   | انتحارية                                                                                       | - مقتل 5 أشخاص وإصابة العشرات، إذ استهدف التفجير حارة حريك في الضاحية الجنوبية التي تعد من أهم معاقل حزب الله. |
| 14 | 1\2\2014   | نص مائل جبهة فتح الشام                                    | لبنان                                  | الهرمل، لبنان  | انتحارية                                                                                       | - مقتل 3 أشخاص وإصابة 28. |
| 15 | 3\2\2014   | نص مائل جبهة فتح الشام                                    | لبنان                                  | بيروت، لبنان   | انتحارية                                                                                       | - مقتل شخص وإصابة عدة أشخاص. |
| 16 | 6\2\2014   | نص مائل جبهة فتح الشام                                    | الحكومة السورية                        | حلب            | انتحارية                                                                                       | - سيطرة المعارضة على سجن حلب المركزي وتحرير الآلاف من السجناء، ضمن المعركة التي أطلقت عليها قوى المعارضة "وامعتصماه". - مقتل القائد العام للحملة (سيف الله الشيشاني) بعد تنفيذه للعملية.                                   |
| 17 | 17\2\2014  | نص مائل جبهة فتح الشام                                    | الحكومة السورية                        | دمشق           | انتحارية                                                                                       | - تضييق الخناق على قوات النظام المتواجدة في مطار كويرس العسكري. |
| 18 | 22\2\2014  | نص مائل جبهة فتح الشام                                    | الجيش اللبناني                         | الهرمل، لبنان  | انتحارية                                                                                       | - 3 قتلى (جنديان ومدني) و16 جريحاً (بينهم 5 جنود). |
| 19 | 22\2\2014  | نص مائل جبهة فتح الشام                                    | حزب الله                               | بعلبك، لبنان   | انتحارية                                                                                       | - مقتل عنصرين وإصابة 14 من حزب الله. |
| 20 | 29\3\2014  | نص مائل جبهة فتح الشام                                    | الجيش اللبناني                         | عرسال، لبنان   | انتحارية                                                                                       | مقتل 3 عسكريين وإصابة 4 من الجيش البناني. |
| 21 | 25\5\2014  | نص مائل جبهة فتح الشام                                    | الحكومة السورية                        | إدلب           | انتحارية                                                                                       | - تدمير حاجز قصر الفنار. - تحرير قمة جبل الزاوية ، التي تكتسب أهمية كبيرة للغاية، لارتفاعها وإشرافها على مناطق واسعة من ريف إدلب. - مقتل وجرح العشرات من الجيش السوري.                                                     |
| 22 | 25\5\2014  | نص مائل جبهة فتح الشام                                    | الحكومة السورية                        | إدلب           | انتحارية                                                                                       | - تدمير حاجز مقصف الشامي. - تحرير قمة جبل الزاوية ، التي تكتسب أهمية كبيرة للغاية، لارتفاعها وإشرافها على مناطق واسعة من ريف إدلب. - مقتل وجرح العشرات من عناصر الجيش السوري.                                              |
| 23 | 25\5\2014  | نص مائل جبهة فتح الشام                                    | الحكومة السورية                        | إدلب           | انتحارية                                                                                       | - تدمير حاجز مبنى العدل. - تحرير قمة جبل الزاوية ، التي تكتسب أهمية كبيرة للغاية، لارتفاعها وإشرافها على مناطق واسعة من ريف إدلب. - مقتل وجرح العشرات من عناصر الجيش السوري.                                               |
| 24 | 25\5\2014  | نص مائل جبهة فتح الشام                                    | الحكومة السورية                        | إدلب           | انتحارية                                                                                       | - تدمير حاجز مبنى العمري. - تحرير قمة جبل الزاوية ، التي تكتسب أهمية كبيرة للغاية، لارتفاعها وإشرافها على مناطق واسعة من ريف إدلب. - مقتل وجرح العشرات من عناصر الجيش السوري.                                              |
| 25 | 25\5\2014  | نص مائل جبهة فتح الشام                                    | الحكومة السورية                        | إدلب           | انتحارية                                                                                       | - تحرير معسكر الخزانات في مدينة خان شيخون ، ضمن المعركة التي أطلقت عليها قوى المعارضة معركة "صدى الأنفال". |
| 26 | 3\8\2014   | نص مائل جبهة فتح الشام                                    | الحكومة السورية                        | ريف دمشق       | انتحارية                                                                                       | - مقتل وجرح العشرات من عناصر الجيش السوري في قرية المليحة. |
| 27 | 10\1\2015  | نص مائل جبهة فتح الشام                                    | لبنان · الحزب الديمقراطي اللبناني      | طرابلس ، لبنان | انتحارية                                                                                       | - مقتل 9 وإصابة 37 من الحزب الديمقراطي اللبناني ، إذا استهدف التفجير موقع اجتماعهم في جبل محسن. |
| 28 | 10\1\2015  | نص مائل جبهة فتح الشام                                    | لبنان · الحزب الديمقراطي اللبناني      | طرابلس ، لبنان | انتحارية                                                                                       | - مقتل 9 وإصابة 37 من الحزب الديمقراطي اللبناني ، إذا استهدف التفجير موقع اجتماعهم في جبل محسن. |
| 29 | 4\3\2015   | نص مائل جبهة فتح الشام جبهة أنصار الدين كتائب فجر الخلافة | الحكومة السورية                        | حلب            | تفجير نفق                                                                                      | - تدمير أجزاء من مبنى المخابرات الجوية في حي جمعية الزهراء غرب حلب. - فشل هجوم المعارضة ومقتل 14 مقاتلاً منها، فيما قُتل 20 من الجيش السوري والمليشيات المساندة له.                                                          |
| 30 | 9\3\2015   | نص مائل جبهة فتح الشام                                    | الحكومة السورية                        | حلب            | انتحارية                                                                                       | - سيطرة المعارضة على أجزاء واسعة من قرية حندرات. |
| 31 | 23\3\2015  | نص مائل جبهة فتح الشام                                    | الحكومة السورية لواء القدس             | حلب            | انتحارية                                                                                       | - قطع طريق إمداد قوات الحكومة السورية الواصل إلى بلدة باشكوي. - مقتل العشرات من جنود الجيش السوري. |
| 32 | 27\4\2015  | نص مائل جبهة فتح الشام                                    | الحكومة السورية                        | جسر الشغور     | انتحارية                                                                                       | - السيطرة على معسكر القرميد. |
| 33 | 10\5\2015  | نص مائل جبهة فتح الشام                                    | الحكومة السورية                        | جسر الشغور     | انتحارية                                                                                       | - تدمير الجزء الجنوبي من مستشفى جسر الشغور، إذ كان يتحصن فيه أكثر من 250 جندي من الجيش السوري. |
| 34 | 19\5\2015  | نص مائل جبهة فتح الشام                                    | الحكومة السورية حزب الله               | ادلب           | انتحارية                                                                                       | - كسر خطوط الدفاع الأولى لقريتي كفريا والفوعة المواليتين للحكومة السورية. |
| 35 | 22\5\2015  | نص مائل جبهة فتح الشام                                    | الحكومة السورية                        | جسر الشغور     | انتحارية                                                                                       | - السيطرة على مستشفى جسر الشغور. - فرار جنود الجيش السوري من مستشفى جسر الشغور، ومقتل العشرات منهم أثناء هربهم. |
| 36 | 6\7\2015   | نص مائل جبهة فتح الشام                                    | الحكومة السورية لواء القدس             | حلب            | انتحارية                                                                                       | - مقتل 25 مقاتلاً من الجيش السوري والمليشيات المتحالفة معه. |
| 37 | 4\9\2015   | نص مائل جبهة فتح الشام                                    | الحكومة السورية                        | ريف دمشق       | انتحارية                                                                                       | - السيطرة بعض الوقت على قرية معلولا المسيحية التاريخية. - مقتل 8 من الجيش السوري وجرح آخرين. |
| 38 | 5\11\2015  | نص مائل جبهة فتح الشام                                    | لواء شهداء اليرموك                     | درعا           | انتحارية                                                                                       | - مقتل العديد من قادة لواء شهداء اليرموك على رأسهم أبو علي البريدي. |
| 39 | 1\4\2016   | نص مائل جبهة فتح الشام                                    | الحكومة السورية حزب الله \|حلب         | انتحارية       | - السيطرة مؤقتاً على تلة العيس وكتيبة الدبابات. - مقتل العشرات من جنود الجيش السوري والمليشيات. | |
| 40 | 1\4\2016   | نص مائل جبهة فتح الشام                                    | الحكومة السورية حزب الله \|حلب         | انتحارية       | - السيطرة مؤقتاً على تلة العيس وكتيبة الدبابات. - مقتل العشرات من جنود الجيش السوري والمليشيات. | |
| 41 | 1\4\2016   | نص مائل جبهة فتح الشام                                    | الحكومة السورية حزب الله \|حلب         | انتحارية       | - السيطرة مؤقتاً على تلة العيس وكتيبة الدبابات. - مقتل العشرات من جنود الجيش السوري والمليشيات. | |
| 42 | 5\5\2016   | نص مائل جبهة فتح الشام                                    | الحكومة السورية                        | حلب            | انتحارية                                                                                       | - استعادة السيطرة على بلدة خان طومان. - مقتل العشرات من جنود الجيش السوري. |
| 43 | 29\6\2016  | نص مائل جبهة فتح الشام                                    | الحكومة السورية                        | حلب            | انتحارية                                                                                       | - استعادة السيطرة على مزارع الملاح في حلب. - مقتل العشرات من جنود الجيش السوري. |
| 44 | 5\7\2016   | نص مائل جبهة فتح الشام                                    | الحكومة السورية                        | حلب            | انتحارية                                                                                       | - إسعادة السيطرة على حي الليرمون في حلب. - مقتل العشرات من جنود الجيش السوري ولواء القدس الفلسطيني. |
| 45 | 19\7\2016  | نص مائل جبهة فتح الشام                                    | الحكومة السورية                        | الللاذقية      | انتحارية                                                                                       | - استعادة السيطرة على بلدات "كنسبا"، "شلف"، "شير قبوع" وقلعة "شلف". - مقتل عدد كبير من قوات النظام السوري. |
| 46 | 31\7\2016  | نص مائل جبهة فتح الشام                                    | الحكومة السورية                        | حلب            | انتحارية                                                                                       | - السيطرة على مدرسة الحكمة في حلب. - مقتل العشرات من جنود الجيش السوري. |
| 47 | 31\7\2016  | نص مائل جبهة فتح الشام                                    | الحكومة السورية                        | حلب            | انتحارية                                                                                       | - السيطرة على مدرسة الحكمة في حلب. - مقتل العشرات من جنود الجيش السوري. |
| 48 | 5\8\2016   | نص مائل جبهة فتح الشام                                    | الحكومة السورية                        | حلب            | انتحارية                                                                                       | - التمهيد لفك الحصار عن حلب. |
| 49 | 28\10\2016 | نص مائل جبهة فتح الشام                                    | الحكومة السورية                        | حلب            | انتحارية                                                                                       | - التمهيد للسيطرة على ضاحية الأسد ومناشير منيان ومعمل الكرتون، ضمن المعركة المرحلة الأولى من المعركة التي أطلق عليها جيش الفتح “غزوة أبو عمر سراقب”.                                                                       |
| 50 | 28\10\2016 | نص مائل جبهة فتح الشام                                    | الحكومة السورية                        | حلب            | انتحارية                                                                                       | - التمهيد للسيطرة على ضاحية الأسد ومناشير منيان ومعمل الكرتون، ضمن المعركة المرحلة الأولى من المعركة التي أطلق عليها جيش الفتح “غزوة أبو عمر سراقب”.                                                                       |
| 51 | 28\10\2016 | نص مائل جبهة فتح الشام                                    | الحكومة السورية                        | حلب            | انتحارية                                                                                       | - التمهيد للسيطرة على ضاحية الأسد ومناشير منيان ومعمل الكرتون، ضمن المعركة المرحلة الأولى من المعركة التي أطلق عليها جيش الفتح “غزوة أبو عمر سراقب”.                                                                       |
| 52 | 3\11\2016  | نص مائل جبهة فتح الشام                                    | الحكومة السورية                        | حلب            | انتحارية                                                                                       | - التمهيد للسيطرة على مشروع 3000 شُقة في حي حلب الجديدة ، ضمن المرجلة الثانية من المعركة التي أطلق عليها جيش الفتح “غزوة أبو عمر سراقب”.                                                                                    |
| 53 | 3\11\2016  | نص مائل جبهة فتح الشام                                    | الحكومة السورية                        | حلب            | انتحارية                                                                                       | - التمهيد للسيطرة على مشروع 3000 شُقة في حي حلب الجديدة ، ضمن المرحلة الثانية من المعركة التي أطلق عليها جيش الفتح “غزوة أبو عمر سراقب”.                                                                                    |
| 54 | 10\11\2016 | نص مائل جبهة فتح الشام                                    | الحكومة السورية                        | ريف دمشق       | انتحارية                                                                                       | - السيطرة على عدة كتل أبنية في مزارع خان الشيح. - نجاة منفذ العملية، إذ قام بركن السيارة وتفجيرها بعد انسحابه من الموقع.                                                                                                   |
| 55 | 14\12\2016 | نص مائل جبهة فتح الشام                                    | الحكومة السورية                        | حلب            | انتحارية                                                                                       | - مقتل وإصابة العشرات من الجيش السوري والميليشيات المساندة له. - السيطرة على حي جسر الحج في حلب. |
| 56 | 14\12\2016 | نص مائل جبهة فتح الشام                                    | الحكومة السورية                        | حلب            | انتحارية                                                                                       | - مقتل وإصابة العشرات من الجيش السوري والميليشيات المساندة له. - استهداف تجمع لقوات الحكومة السورية في حي الفردوس في حلب.                                                                                                  |
| 57 | 14\12\2016 | نص مائل جبهة فتح الشام                                    | الحكومة السورية                        | حلب            | انتحارية                                                                                       | - مقتل وإصابة العشرات من الجيش السوري والميليشيات المساندة له. - استهداف تجمع لقوات الحكومة السورية في حي الفردوس في حلب.                                                                                                  |
| 58 | 5\1\2017   | نص مائل جبهة فتح الشام                                    | تنظيم الدولة                           | دمشق           | انتحارية                                                                                       | - مقتل 8 من عناصر تنظيم الدولة ، إذ استهدفت العملية حاجز شارع ال15 في مخيم اليرموك. |
| 59 | 8\1\2017   | نص مائل جبهة فتح الشام                                    | الحكومة السورية                        | ريف دمشق       | انتحارية                                                                                       | - تدمير حاجز لقوات الحكومة السورية على أظراف بلدة سعسع. - مقتل 15 عنصراً من عناصر الحكومة السورية. |
| 60 | 12\1\2017  | نص مائل جبهة فتح الشام                                    | القوات المسلحة الروسية الحكومة السورية | دمشق           | انتحارية                                                                                       | - قالت جبهة فتح الشام في بيان لها أن العملية أسفرت عن مقتل وجرح 16 مستشار روسي، إضافة إلى مقتل وجرح العشرات من قوات ومنسوبي الحكومة السورية. - قالت وسائل الإعلام السورية أن العملية أدت إلى مقتل 8 أشخاص بينهم 4 عسكريين. |
| 61 | 12\1\2017  | نص مائل جبهة فتح الشام                                    | القوات المسلحة الروسية الحكومة السورية | دمشق           | انتحارية                                                                                       | - قالت جبهة فتح الشام في بيان لها أن العملية أسفرت عن مقتل وجرح 16 مستشار روسي، إضافة إلى مقتل وجرح العشرات من قوات ومنسوبي الحكومة السورية. - قالت وسائل الإعلام السورية أن العملية أدت إلى مقتل 8 أشخاص بينهم 4 عسكريين. |

## عمليات حركة أحرار الشام
|    | التاريخ    | المنفذ                     | المستهدف                                    | الموقع   | نوع العملية       | النتيجة |
| -- | ---------- | -------------------------- | ------------------------------------------- | -------- | ----------------- | --- |
| 1  | 7\6\2012   | حركة أحرار الشام           | الحكومة السورية حزب الله                    | ادلب     | انتحارية          | - تدمير الآليات المتواجدة في حاجز السلام غرب خان شيخون. - مقتل عدد من عناصر الحكومة السورية و حزب الله. |
| 2  | 12\8\2013  | حركة أحرار الشام           | الحكومة السورية                             | حماة     | عربة مسيرة عن بعد | - نسف حاجز مفرق عطشان الذي يقع قرب مورك. - مقتل 24 جندياً من جنود الجيش السوري. - تدمير دبابة وعربة BMB. |
| 3  | 12\8\2013  | حركة أحرار الشام           | الحكومة السورية                             | ادلب     | عربة مسيرة عن بعد | - نسف حاجز فريكة الذي يقع جنوب مدينة جسر الشغور. - قالت الجبهة الإسلامية أن التفجير أسفر عن مقتل 50 عنصراً من الجيش السوري. |
| 4  | 28\7\2014  | حركة أحرار الشام           | الحكومة السورية                             | ادلب     | عربة مسيرة عن بعد | - تدمير حاجز فريكة الواقع في بلدة فريكة في ريف جسر الشغور. - عطب ثلاث دبابات ومقتل العشرات من قوات الحكومة السورية. |
| 5  | 8\4\2015   | حركة أحرار الشام           | الحكومة السورية                             | حماة     | عربة مسيرة عن بعد | - مقتل 12 من جنود الجيش السوري وإصابة 10 منهم 4 بحالة حرجة. - نسف حاجز القاهرة الذي يقع قرب قرية البارد في ريف حماة الشمالي. |
| 6  | 10\8\2015  | حركة أحرار الشام           | الحكومة السورية حزب الله قوات الدفاع الوطني | ادلب     | عربة مسيرة عن بعد | - انفجار مستوع للذخيرة تابع للجيش السوري. - استعادة عدد من النقاط في تل أم عانون من الطرف الجنوبي لبلدة الفوعة إضافة إلى ثلاثة مواقع على تل الصواغية. |
| 7  | 10\8\2015  | حركة أحرار الشام           | الحكومة السورية حزب الله                    | ادلب     | عربة مسيرة عن بعد | - مقتل 20 مقاتلاً من الجيش السوري وحزب الله في قرية الفوعة المحاصرة من قِبل المعارضة. |
| 8  | 10\8\2015  | حركة أحرار الشام           | الحكومة السورية حزب الله                    | ادلب     | تفجير نفق         | - مقتل أكثر من 40 مقاتلاً من الجيش السوري وحزب الله. - نسف المباني التي تتحصن بها قوات الجيش السوري وحزب الله في منطقة دير الزغب في قرية الفوعة. |
| 9  | 21\2\2016  | حركة أحرار الشام حركة بيان | القوات المسلحة الروسية الحكومة السورية      | اللاذقية | سيار مفخخة مركونة | - استهدف التفجير اجتماعاً لضباط روس مع ضباط من الجيش السوري في قاعة عسكرية تقع في مدينة جبلة التي تبعد عن اللاذقية 15 كيلومتر. - قالت حركة أحرار الشام أن التفجير أسفر عن مقتل وجرح العشرات من الضباط الروس والسوريين، فيما تكتمت روسيا والحكومة السورية عن الخسائر. |
| 10 | 14\8\2016  | حركة أحرار الشام           | الحكومة السورية حركة النجباء لواء القدس     | حلب      | عربة مسيرة عن بعد | - التمهيد لمهاجمة حي جمعية الزهراء في حلب. - قالت حركة أحرار الشام: أن العشرات من الميليشيات الموالية للحكومة السورية سفطوا في التفجير. |
| 11 | 5\9\2016   | حركة أحرار الشام           | الحكومة السورية                             | حلب      | عربة مسيرة عن بعد | - مقتل وجرح العشرات من الجيش السوري ، وتدمير بعض المقرات العسكرية. - سيطرة المعارضة على كتلة الأبنية الزرق الاستراتيجية جنوبي حي العامرية في حلب. |
| 12 | 28\10\2016 | حركة أحرار الشام           | الحكومة السورية                             | حلب      | عربة مسيرة عن بعد | - التمهيد للسيطرة على قرية منيان غرب حلب، ضمن المرحلة الأولى من المعركة التي أطلق عليها جيش الفتح “غزوة أبو عمر سراقب”. - الإستيلاء على عربة بي أم بي. |
| 13 | 28\10\2016 | حركة أحرار الشام           | الحكومة السورية                             | حلب      | عربة مسيرة عن بعد | - انفجار مستودع صواريخ وأسلحة للجيش السوري. - التمهيد للسيطرة على قرية منيان غرب حلب، ضمن المرحلة الأولى من المعركة التي أطلق عليها جيش الفتح “غزوة أبو عمر سراقب”.                                                                                                 |
| 14 | 3\11\2016  | حركة أحرار الشام           | الحكومة السورية                             | حلب      | عربة مسيرة عن بعد | - السيطرة على عدة أبنية في حي حلب الجديدة ، ضمن المرحلة الثانية من المعركة التي أطلق عليها جيش الفتح “غزوة أبو عمر سراقب”. |

## عمليات ألوية صقور الشام
|   | التاريخ  | المنفذ                            | المستهدف        | الموقع | نوع العملية | النتيجة |
| - | -------- | --------------------------------- | --------------- | ------ | ----------- | --- |
| 1 | 5\5\2014 | ألوية صقور الشام لواء درع التوحيد | الحكومة السورية | ادلب   | تفجير نفق   | - السيطرة على حاجز الصحابة وتضييق الخناق على معسكر القرميد أكبر حواجز الجيش السوري في ريف ادلب. - مقتل 40 عنصراً من الجيش السوري. |

## عمليات جند الأقصى
|   | التاريخ   | المنفذ     | المستهدف        | الموقع | نوع العملية | النتيجة |
| - | --------- | ---------- | --------------- | ------ | ----------- | --- |
| 1 | 25\2\2015 | جند الأقصى | الحكومة السورية | إدلب   | انتحارية    | - تحرير مدرسة (السواقة) قرب بلدة كفريا. - مقتل عدد من قوات الجيش السوري.                                                                                    |
| 2 | 19\9\2015 | جند الأقصى | الحكومة السورية | إدلب   | انتحارية    | - السيطرة على تلة الخربة الاستراتيجية بالقرب من بلدة الفوعة. - مقتل 10 جنود من قوات النظام.                                                                 |
| 3 | 18\4\2016 | جند الأقصى | الحكومة السورية | حماة   | انتحارية    | - السيطرة على قرية خربة الناقوس في سهل الغاب، في ريف حماة الغربي.                                                                                           |
| 4 | 30\8\2016 | جند الأقصى | الحكومة السورية | حماة   | انتحارية    | - تحرير مدينة طيبة الإمام في ريف حماة الشمالي، ضمن المعركة التي أطلقت عليها قوى المعارضة ‹‹غزوة الشهيد مروان حديد›› - مقتل العشرات من جنود الجيش السوري.    |
| 5 | 11\9\2016 | جند الأقصى | الحكومة السورية | حماة   | انتحارية    | - السيطرة على قرية كوكب في ريف حماة الشمالي، ضمن المعركة التي أطلقت عليها قوى المعارضة ‹‹غزوة الشهيد مروان حديد›› - مقتل 11 وإصابة 20 من جنود الجيش السوري. |

## عمليات أجناد الشام
|   | التاريخ   | المنفذ      | المستهدف        | الموقع | نوع العملية | النتيجة |
| - | --------- | ----------- | --------------- | ------ | ----------- | --- |
| 1 | 25\5\2014 | أجناد الشام | الحكومة السورية | إدلب   | انتحارية    | - تحرير معسكر الخزانات في مدينة خان شيخون ، ضمن المعركة التي أطلقت عليها قوى المعارضة معركة "صدى الأنفال". |

## عمليات الجيش السوري الحر
|    | التاريخ    | المنفذ                            | المستهدف                   | الموقع    | نوع العملية       | النتيجة |
| -- | ---------- | --------------------------------- | -------------------------- | --------- | ----------------- | --- |
| 1  | 30\9\2012  | الجيش السوري الحر                 | الحكومة السورية            | الحسكة    | انتحارية          | - تدمير مقر الأمن السياسي والجنائي في مدينة القامشلي. - مقتل 8 وإصابة 15 من جنود الجيش السوري.                                                         |
| 2  | 12\12\2013 | جبهة الأصالة والتنمية             | الحكومة السورية            | دير الزور | انتحارية          | - السيطرة على معسكر الصاعقة ومستودعات عياش الواقعان في ريف دير الزور الغربي. - مقتل العشرات من جنود الجيش السوري.                                      |
| 3  | 12\12\2013 | جبهة الأصالة والتنمية             | الحكومة السورية            | دير الزور | انتحارية          | - السيطرة على معسكر الصاعقة ومستودعات عياش الواقعان في ريف دير الزور الغربي. - مقتل العشرات من جنود الجيش السوري.                                      |
| 4  | 5\5\2014   | لواء درع التوحيد ألوية صقور الشام | الحكومة السورية            | ادلب      | تفجير نفق         | - السيطرة على حاجز الصحابة وتضييق الخناق على معسكر القرميد أكبر حواجز الجيش السوري في ريف ادلب. - مقتل 40 عنصراً من الجيش السوري.                       |
| 5  | 30\11\2014 | لواء شهداء الإسلام                | الحكومة السورية            | دمشق      | تفجير نفق         | - تدمير نفق لقوات الحكومة السورية. - مفتل عدد من عناصر الحكومة السورية.                                                                                |
| 6  | 30\12\2014 | الجبهة الشامية                    | الحكومة السورية            | حلب       | تفجير نفق         | - مقتل أكثر من 30 عنصرا من القوات الحكومية والميليشات الموالية لها.                                                                                    |
| 7  | 21\7\2015  | كتائب ثوار الشام                  | الحكومة السورية            | حلب       | تفجير نفق         | - مقتل 38 من الجيش السوري والميليشيات الموالية له. |
| 8  | 25\8\2015  | الفوج الأول كتائب فجر الخلافة     | الحكومة السورية لواء القدس | حلب       | تفجير نفق         | - مقتل 14 مقاتلاً من الجيش السوري ولواء القدس. - نسف مبنى دار الأيتام الملاصق لمبنى المخابرات الجوية في حلب. - لم تتمكن المعارضة من التقدم بعد التفجير. |
| 9  | 20\9\2015  | جبهة الأصالة والتنمية             | تنظيم الدولة               | حلب       | عربة مسيرة عن بعد | - انفجار مستوع ذخيرة يتبع لداعش في قرية حربل شمال حلب. - مقتل وجرح العشرات من تنظيم داعش ، حسب بيان جبهة الأصالة والتنمية.                             |
| 10 | 2\8\2016   | الفوج الأول                       | الحكومة السورية            | حلب       | تفجير نفق         | - السيطرة على أجزاء من حي الراموسة. - مقتل العشرات من جنود الجيش السوري والميليشيات المتحالفة معه.                                                     |
| 11 | 8\8\2016   | تجمع فاستقم                       | الحكومة السورية حزب الله   | حلب       | تفجير نفق         | - مقتل عدد من عناصر حزب الله والميليشيات الإيرانية، إذ استهد التفجير تجمعاً لهم في حي الإذاعة في حلب.                                                   |
| 12 | 17\1\2017  | لواء فجر الأمة                    | الحكومة السورية            | ريف دمشق  | تفجير نفق         | - مقتل عميد و8 عسكريين وفقد 15 عسكرياً من الجيش السوري، إذا استهدف تفجير النفق تجمعاً لهم في حرستا.                                                      |

## عمليات أكناف بيت المقدس
|   | التاريخ   | المنفذ           | المستهدف              | الموقع | نوع العملية | النتيجة                                    |
| - | --------- | ---------------- | --------------------- | ------ | ----------- | ------------------------------------------ |
| 1 | 29\9\2013 | أكناف بيت المقدس | لواء أبو الفضل العباس | دمشق   | انتحارية    | - مقتل عدد من عناصر لواء أبو الفضل العباس. |

## عملياتالكتيبة الخضراء
|   | التاريخ   | المنفذ          | المستهدف        | الموقع | نوع العملية | النتيجة |
| - | --------- | --------------- | --------------- | ------ | ----------- | --- |
| 1 | 28\8\2013 | الكتيبة الخضراء | الحكومة السورية | حمص    | انتحارية    | - قالت الكتيبة أن هذه العملية تأتي رداً على مجزرة الغوطة الكيماوية، ولم تُشر أي معلومات عن خسائر الجيش السوري نتيجة هذه العملية. |
| 2 | 28\8\2013 | الكتيبة الخضراء | الحكومة السورية | حمص    | انتحارية    | - قالت الكتيبة أن هذه العملية تأتي رداً على مجزرة الغوطة الكيماوية، ولم تُشر أي معلومات عن خسائر الجيش السوري نتيجة هذه العملية. |

## عمليات حركة بيان
|   | التاريخ   | المنفذ                     | المستهدف                               | الموقع   | نوع العملية       | النتيجة |
| - | --------- | -------------------------- | -------------------------------------- | -------- | ----------------- | --- |
| 1 | 21\2\2016 | حركة بيان حركة أحرار الشام | القوات المسلحة الروسية الحكومة السورية | اللاذقية | سيار مفخخة مركونة | - استهدف التفجير اجتماعاً لضباط روس مع ضباط من الجيش السوري في قاعة عسكرية تقع في مدينة جبلة التي تبعد عن اللاذقية 15 كيلومتر. - قالت حركة أحرار الشام أن التفجير أسفر عن مقتل وجرح العشرات من الضباط الروس والسوريين، فيما تكتمت روسيا والحكومة السورية عن الخسائر. |

## عمليات جبهة أنصار الدين
|   | التاريخ  | المنفذ                                                    | المستهدف        | الموقع | نوع العملية | النتيجة |
| - | -------- | --------------------------------------------------------- | --------------- | ------ | ----------- | --- |
| 1 | 4\3\2015 | جبهة أنصار الدين نص مائل جبهة فتح الشام كتائب فجر الخلافة | الحكومة السورية | حلب    | تفجير نفق   | - تدمير أجزاء من مبنى المخابرات الجوية في حي جمعية الزهراء غرب حلب. - فشل هجوم المعارضة ومقتل 14 مقاتلاً منها، فيما قُتل 20 من الجيش السوري والمليشيات المساندة له. |

## عمليات كتائب فجر الخلافة
|   | التاريخ   | المنفذ                                                    | المستهدف                         | الموقع | نوع العملية | النتيجة |
| - | --------- | --------------------------------------------------------- | -------------------------------- | ------ | ----------- | --- |
| 1 | 4\3\2015  | كتائب فجر الخلافة جبهة أنصار الدين نص مائل جبهة فتح الشام | الحكومة السورية                  | حلب    | تفجير نفق   | - تدمير أجزاء من مبنى المخابرات الجوية في حي جمعية الزهراء غرب حلب. - فشل هجوم المعارضة ومقتل 14 مقاتلاً منها، فيما قُتل 20 من الجيش السوري والمليشيات المساندة له. |
| 2 | 25\8\2015 | كتائب فجر الخلافة الفوج الأول                             | الحكومة السورية لواء القدس       | حلب    | تفجير نفق   | - مقتل 14 مقاتلاً من الجيش السوري ولواء القدس. - نسف مبنى دار الأيتام الملاصق لمبنى المخابرات الجوية في حلب. - لم تتمكن المعارضة من التقدم بعد التفجير.            |
| 3 | 3\5\2016  | كتائب فجر الخلافة                                         | لواء القدس الحزب القومي حزب الله | حلب    | تفجير نفق   | - مقتل أكثر من 70 مقاتلاً من المليشيات الموالية للحكومة السورية، أغلبهم من "لواء القدس"، الذي أعلن عن مقتل 46 من أفراده بعد التفجير.                               |

## عمليات هيئة تحرير الشام
|   | التاريخ   | المنفذ           | المستهدف        | الموقع | نوع العملية | النتيجة |
| - | --------- | ---------------- | --------------- | ------ | ----------- | --- |
| 1 | 12\2\2017 | هيئة تحرير الشام | الحكومة السورية | درعا   | انتحارية    | - كسر خطوط دفاع الجيش السوري والمليشيات في حي المنشية وسط درعا. - مقتل عدد كبير من الجيش السوري والمليشيات المتحالفة معه. |
| 2 | 12\2\2017 | هيئة تحرير الشام | الحكومة السورية | درعا   | انتحارية    | - كسر خطوط دفاع الجيش السوري والمليشيات في حي المنشية وسط درعا. - مقتل عدد كبير من الجيش السوري والمليشيات المتحالفة معه. |

## وصلا خارجية
- تاريخ العمليات الانتحارية في لبنان